# Bayangol, Ulaanbaatar

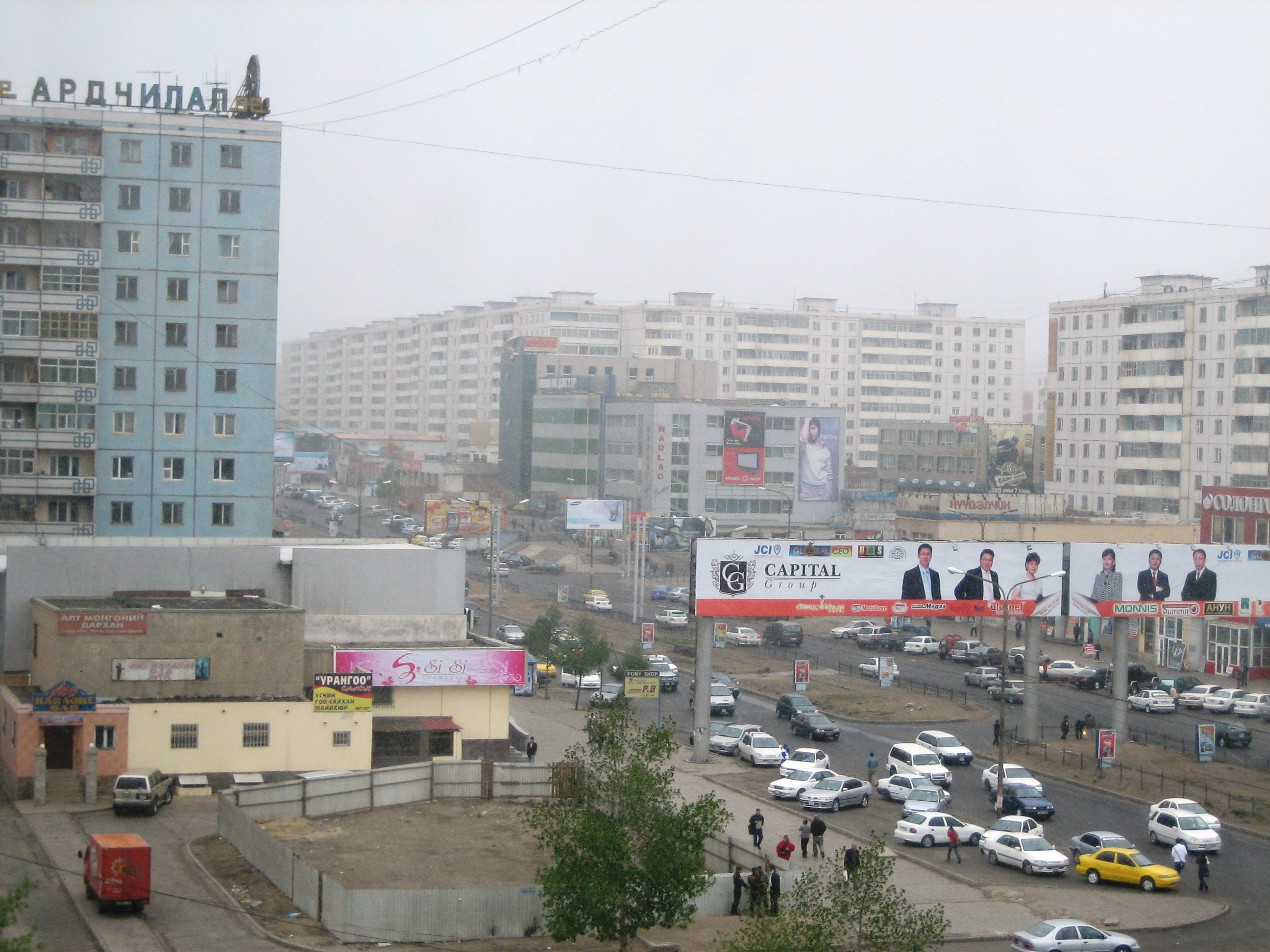
Bayangol

Bayangol (tiếng Mông Cổ: Баянгол. sông giàu) là một trong chín Düüreg (quận) tại thủ đô Ulaanbaatar, Mông Cổ. Bayangol được chia thành 20 Khoroo (phường). Trước đây, khu vực này có tên là Quận Tháng Mười (Октябрийн район) trong thời kỳ Cộng sản.
Bayangol có dân số 160.479 vào năm 2007.